# Frévent
Frévent – miejscowość i gmina we Francji, w regionie Hauts-de-France, w departamencie Pas-de-Calais.
Według danych na rok 1990 gminę zamieszkiwało 4121 osób, a gęstość zaludnienia wynosiła 271 osób/km² (wśród 1549 gmin regionu Nord-Pas-de-Calais Frévent plasuje się na 218. miejscu pod względem liczby ludności, natomiast pod względem powierzchni na miejscu 125.).